# Pacanggaan
Pacanggaan is een bestuurslaag in het regentschap Sampang van de provincie Oost-Java, Indonesië. Pacanggaan telt 1557 inwoners (volkstelling 2010).